# Truyolsia
Truyolsia es un género de foraminífero bentónico considerado un sinónimo posterior de Planoglabratella de la familia Glabratellidae, de la superfamilia Glabratelloidea, del suborden Rotaliina y del orden Rotaliida. Su especie tipo era Rosalina opercularis. Su rango cronoestratigráfico abarca desde el Chattiense (Oligoceno superior) hasta el Serravalliense (Mioceno medio).

## Clasificación
Truyolsia incluye a la siguiente especie:
- Truyolsia opercularis †